# Zündapp KS-WK
La KS-WK (WK sta per Wasserkühlung raffreddamento a acqua) è una motocicletta prodotta dalla Zündapp a partire dal 1960 con motore di piccola cilindrata a due tempi, prodotta in due serie e diverse cilindrate.
Il motore privo di miscelatore veniva alimentato e lubrificato tramite una miscela al 2%.
Questa fu l'ultima moto prodotta dalla Zündapp prima del fallimento.

## 50

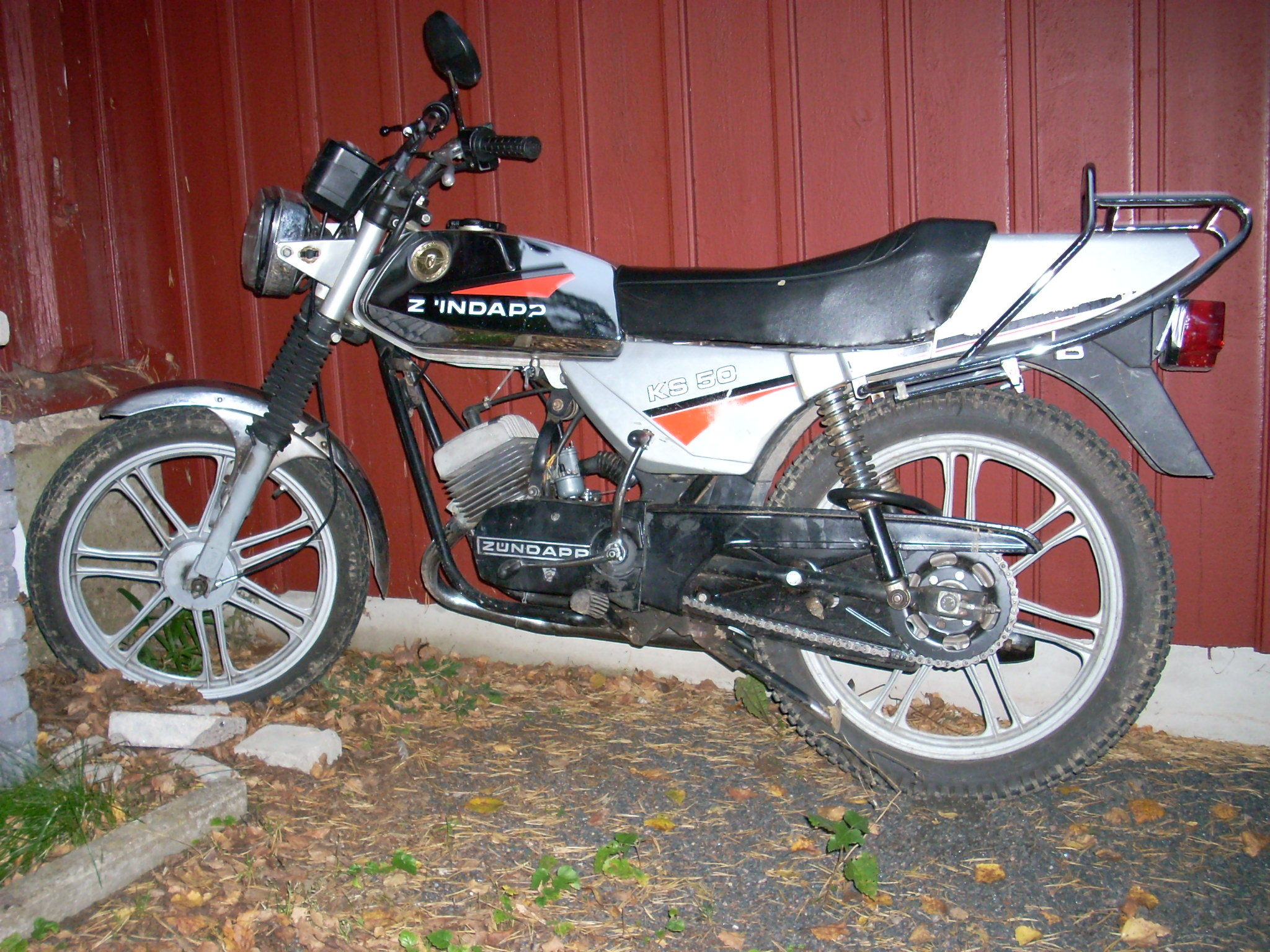
Zündapp KS 50

Moto prodotta dal 1960 al 1974, senza subire grandi cambiamenti nel tempo, rimarrà uguale alla versione 100 cm³ per tutta la sua produzione, l'unica differenza dalla versione 100 è lo scarico a metà altezza e obliquo, mentre dal 1975 al 1979 venne adoperato il raffreddamento a liquido e il telaio della versione 125, inoltre questa cilindrata venne da una nuova motorizzazione raffreddata a liquido, che ridenomina la moto "KS 50 WK".

## 75
Prodotta dal 1961 al 1965, caratterizzata da una doppia sospensione doublecross e dal telaio monoscocca

## 80
Prodotta dal 1981 al 1984, con il nome "KS-WK", identica esteticamente alla versione 125, allestita anche nella versione supersport (monoposto) con carenatura integrale e Sport con carenatura semiintegrale.

## 100
Moto prodotta dal 1962 al 1970 con un motore 48x54 e rapporto di compressione da 10,5:1, con pneumatici da 2.50-17 all'anteriore e 2.75-17 al posteriore.

## 125

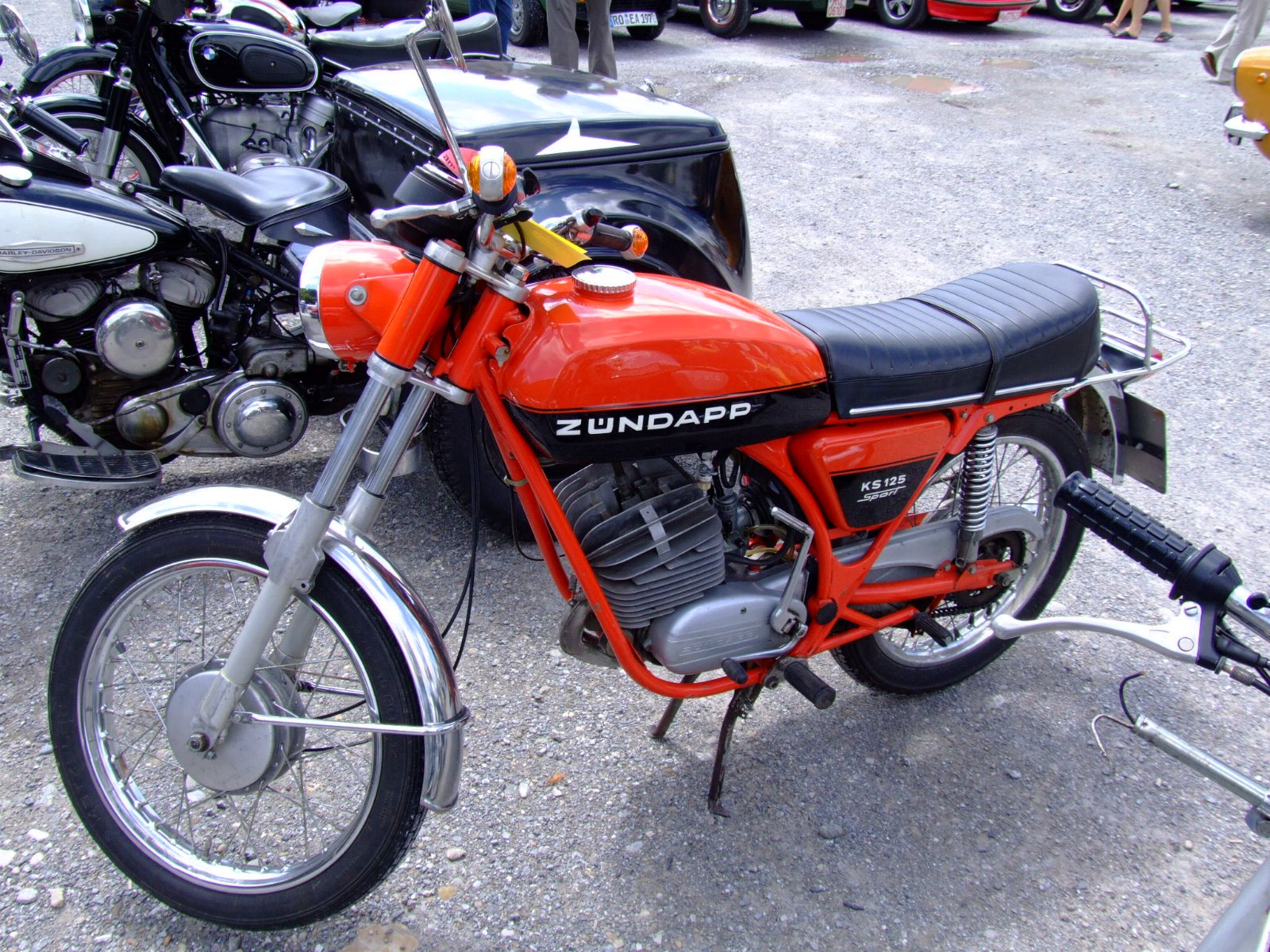
Zündapp KS 125 Sport

Inizialmente prodotta dal 1971 al 1974 con il nome di "KS Sport", deriva dalla versione 100 cm³, dove l'incremento di cilindrata è stato dato da un aumento dell'alesaggio, vennero rivisti gli pneumatici e aumentato di un litro la capacità del serbatoio, dal 1975 al 1976 venne aggiornato il serbatoio che diventa più squadrato e capiente passando dai 12 ai 14,2 litri, il telaio venne leggermente rivisto, così come la strumentazione e i comandi, questo nome verrà aggiornata nel 1977 in "KS-WK" dove viene introdotto il sistema frenante anteriore, il raffreddamento a liquido e il cupolino anteriore.

## 175
Prodotta dal 1977 al 1984, è sostanzialmente identica al 125, distinguendosi per il solo motore, che ha un alesaggio maggiorato a 62 mm (cilindrata effettiva 163).

## 350
Prodotta dal 1976 al 1977.